# Сыновья грома (телесериал)
«Сыновья грома» (англ. Sons of Thunder) — спин-офф американского телесериала «Крутой Уокер: правосудие по-техасски».

## Пилот
Двухчасовая пилотная серия «Сыновей грома» была представлена 24-м эпизодом 5-го сезона сериала «Крутой Уокер: правосудие по-техасски». В нём впервые появлялись такие персонажи как друзья детства Карлос Сандоваль, детектив из Далласа, и Трент Mэллой, сержант армии и ученик Уокера.
Когда Преподобный Мэллой, близкий друг Уокера, умирает от сердечного приступа, его сын Трент возвращается домой и в конечном счёте подаёт в отставку, чтобы остаться с семьёй. Уокер и его напарник идут по следу убийцы полицейского, который готовит покушение на Карлоса. Случайно в расследование вмешивается Трент, когда спасает Карлосу жизнь, а после этого помогает Уокеру и Карлосу поймать преступника.

## Сюжет
Двое друзей, полицейский Карлос Сандоваль и армейский инструктор по рукопашному бою Трент Мэллой, уволившись со службы решают открыть частное сыскное агентство «Сыновья грома». В их новом начинании им помогают их друг - владелец бара «Апперкот», техасский рейнджер Уокер и новая секретарша.

## 5-й и 6-й сезоны «Крутого Уокера»
В течение 5-го и 6-го сезонов «Крутого Уокера» Карлос и Трент появляются в 16 эпизодах, в которых Трент открывает собственную школу восточного боя и частное детективное агентство для помощи людям, которые боятся пойти в полицию и для тех, кому она не может помочь. Иногда ему помогает Карлос, или оба друга помогают Уокеру в его расследованиях, которые часто влекут за собой личные проблемы.

## «Сыновья грома»
Наконец, в 1999 году, герои получают свой собственный сериал, который состоял из шести эпизодов. Карлос уходит из полиции после того, как его напарница была убита, и вместе с Трентом пытается найти убийцу. Впоследствии они решают открыть собственную детективное агентство.
Одно любопытное замечание по поводу пилотного эпизода: подобно Макгайверу, Трент отказывается носить огнестрельное оружие из-за инцидента в детстве, когда по его вине погиб друг. Уокер предлагает Тренту комплект сюрикэнов (тонких стальных пластин в виде звёзд или свастики с заострёнными краями), и просит его носить подарок для защиты (такие действия незаконны, но, фактически, они имеют место на всей территории Соединенных Штатов).

## Снятие с эфира
Причины, заставившие канал Си-Би-Эс в 1999 году снять сериал с эфира, не совсем понятны. Заменяя «Крутого Уокера» (показ которого был приостановлен), шедшего в 20:00 по субботам, продюсеры Чак и Аарон Норрис предполагали, что сериалу дадут возможность снять новый сезон, но Си-Би-Эс прервал показ, объясняя свои действия проблемами с бюджетом.

## В ролях
- Чак Норрис — Корделл Уокер
- Шири Уилсон — Алекс
- Джимми Уилчек — Трент Мэллой
- Марко Санчес — Карлос Сандоваль
- Аллан Отри
- Доун Мэкси